# Suillus brevipes

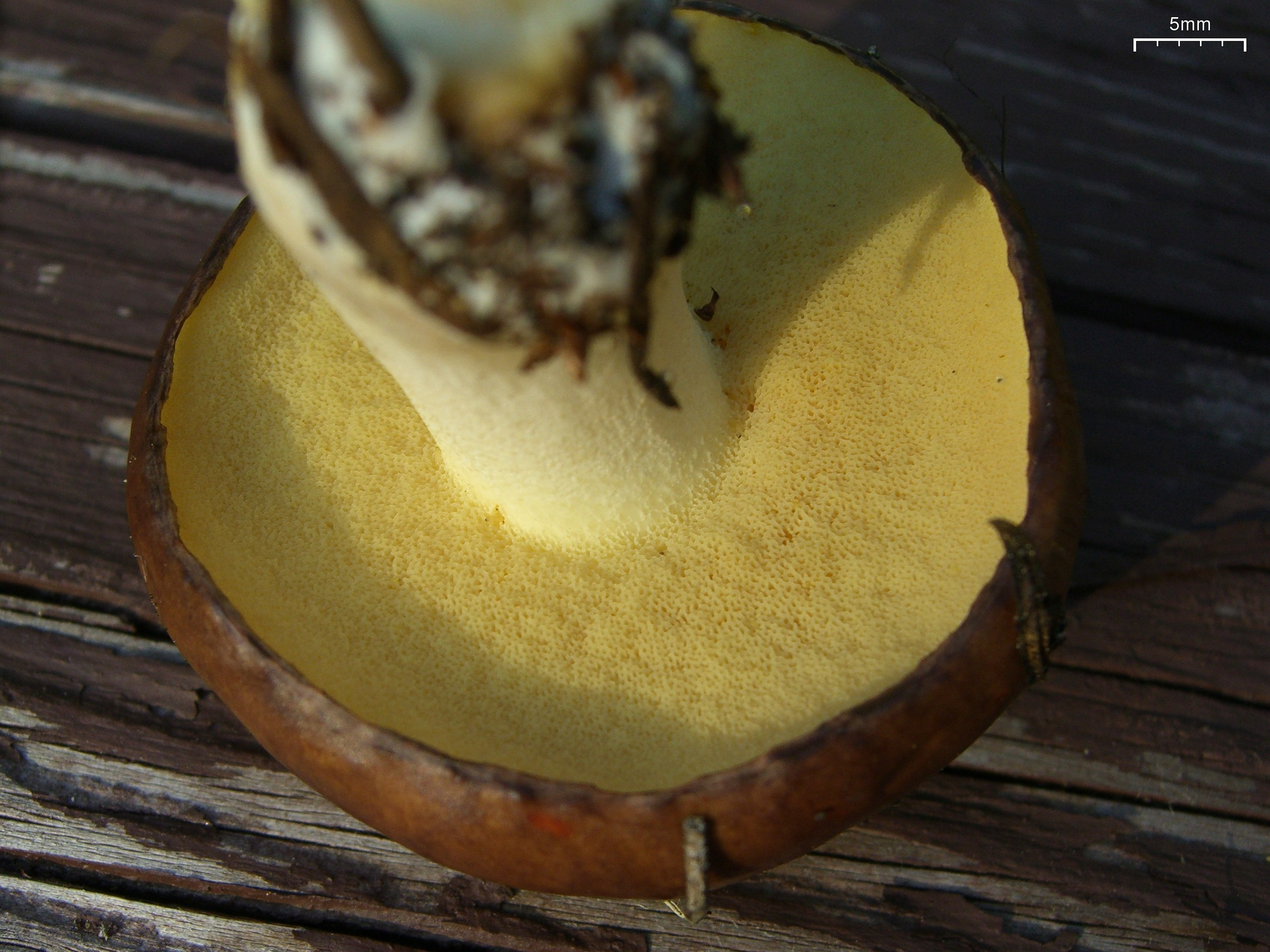

Suillus brevipes (Peck.) Kuntze – gatunek grzybów z rodziny maślakowatych (Suillaceae). 

## Systematyka i nazewnictwo
Pozycja w klasyfikacji według Index Fungorum: Suillus, Suillaceae, Boletales, Agaricomycetidae, Agaricomycetes, Agaricomycotina, Basidiomycota, Fungi.
Po raz pierwszy takson ten zdiagnozował w 1885 r. Charles Horton Peck nadając mu nazwę Boletus brevipes. Obecną, uznaną przez Index Fungorum nazwę nadał mu w 1898 r. Otto Kuntze, przenosząc go do rodzaju Suillus. 
Synonimyj:

- Boletus brevipes Peck 1885)
- Boletus pseudogranulatus Murrill 1940
- Rostkovites brevipes (Peck) Murrill 1948
- Suillus brevipes var. aestivalis Singer 1945
- Suillus brevipes (Peck) Kuntze 1898) var. brevipes
- Suillus brevipes var. pseudogranulatus (Murrill) Singer 1945
- Suillus brevipes var. subgracilis A.H. Sm. & Thiers 1964
- Suillus pseudogranulatus (Murrill) Murrill 1948

## Morfologia
Kapelusz owocnika może osiągnąć średnicę 10 cm. Wysokość trzonu to maksymalnie 6 cm. 

## Występowanie i siedlisko
Występuje w Ameryce Północnej i Australii. W Polsce nie występuje.
Żyje w mikoryzie z drzewami iglastymi, głównie z sosną wydmową i sosną żółtą.

## Znaczenie
Grzyb jadalny, bogaty w egzogenne kwasy tłuszczowe i kwas linolowy.